# 山本健太 (地理学者)
山本 健太（やまもと けんた）は、日本の地域経済学、経済地理学研究者、國學院大學経済学部教授。プラモデル製造業や、アニメーション作品の制作工程など、都市型文化産業の集積構造に関する研究を主なテーマとしている。

## 経歴
静岡県立藤枝東高等学校を経て、2004年に静岡大学教育学部学校教育教員養成課程を卒業後、東北大学大学院理学研究科博士課程に進学。2009年、「東京、ソウル、上海におけるアニメーション産業の集積メカニズムに関する地理学的研究」により、東北大学から博士（理学）の学位を取得。
2010年10月に九州国際大学経済学部特任助教となり、2011年4月より助教、2013年4月より准教授となった。2014年、國學院大學経済学部准教授に転じた。2020年4月より同教授。

## おもな著作
- Yamamoto, Kenta: The Agglomeration of the Animation Industry in East Asia, 2014, Springer.[6]